# Oni Press
Oni Press ist ein US-amerikanischer Comicverlag, der Independent-Comics veröffentlicht. Oni Press wurde 1997 von Bob Schreck und Joe Nozemack gegründet. Der Name des Verlags leitet sich von den japanischen Oni-Dämonen ab, diese sind auch im Logo des Verlags enthalten.
Oni Press wurde mit der expliziten Intention gegründet, „echte Mainstream“ Comics zu publizieren. Der Mainstream des US-amerikanischen Comicmarktes besteht hauptsächlich aus Superheldencomics, die meisten anderen Genres werden in amerikanischen Comics marginalisiert. Onis Angebot ist dagegen breit gefächert, neben Thrillern, Romanzen, Dramen und Western tauchen auch Horrorcomics und hier und da Superhelden im Verlagsprogramm auf.
Oni verlegt hauptsächlich Miniserien und Graphic Novels, Greg Ruckas Agentenserie Queen and Country erschien lange Zeit monatlich, pausiert jedoch derzeit. Deshalb erscheint die Endzeit-Serie Wasteland als momentan einzige monatliche Heftserie des Verlages. Bob Schreck ist daneben Chefredakteur von Legendary Comics.
Im deutschsprachigen Raum werden einige Oni Press Comics vom eidalon Verlag herausgegeben.

## Fortlaufende Serien
- Queen & Country von Greg Rucka – dt. Queen & Country bei eidalon / Modern Tales
- Wasteland – dt. Wasteland b. eidalon / Modern Tales
- The Sixth Gun – dt. Die Sechste Waffe bei All Verlag

## Miniserien
- Blue Monday von Chynna Clugston
- Courtney Crumrin von Ted Naifeh – dt. Courtney Crumrin bei eidalon / Modern tales
- Helheim von Cullen Bunn und Joëlle Jones
- Hopeless Savages von Jen Van Meter
- Jason and the Argobots von J. Torres und Mike Norton
- Kissing Chaos von Arthur Dela Cruz – dt. Kissing Chaos bei eidalon / Modern Tales
- Love As A Foreign Language von J. Torres und Eric Kim – dt. Love As A Foreign Language bei eidalon / Modern Tales
- Love Fights von Andi Watson
- Marquis von Guy Davis
- Mutant, Texas von Paul Dini und J Bone
- Scott Pilgrim und Scott Pilgrim vs. the World von Bryan Lee O’Malley
- Adventures of Barry Ween, Boy Genius von Judd Winick
- Allison Dare von J. Torres und J Bone
- Atomic City von Jay Stephens
- Fortune and Glory von Brian Michael Bendis
- Frumpy the Clown von Judd Winick
- Jingle Belle von Paul Dini
- Killer Princesses von Gail Simone und Lea Hernandez
- Madman von Mike Allred
- Nocturnals von Dan Brereton
- Ojo von Sam Kieth
- Scooter Girl von Chynna Clugston – dt. Scooter Girl bei eidalon / Modern Tales
- Shot Callerz von Gary Phillips und Brett Weldele
- Sidekicks von J. Torres
- Skinwalker von Nunzio DeFilippis, Christina Weir und Brian Hurtt
- Soulwind von Scott Morse
- Three Days in Europe von Antony Johnston und Mike Hawthorne
- Three Strikes von Nunzio DeFilippis, Christina Weir und Brian Hurtt
- Whiteout von Greg Rucka und Steve Lieber – dt. Whiteout bei Cross Cult
- Banana Sunday von Colleen Coover und Paul Tobin – dt. Banana Sunday bei eidalon / Modern Tales

## Graphic Novels
- The Awakening von Neal Shaffer und Luca Genovese
- Blair Witch Chronicles von Jen Van Meter und Guy Davis
- Breakfast After Noon von Andi Watson
- Cheat von Christine Norrie
- Closer von Antony Johnston und Mike Norton
- The Coffin von Phil Hester und Mike Huddleston
- Cut my Hair von Jamie S Rich
- Days Like This von J. Torres und Scott Chantler
- Dumped von Andi Watson
- F-Stop von Antony Johnston und Matthew Loux
- Geisha von Andi Watson
- Hysteria von Mike Hawthorne
- Julius von Antony Johnston und Brett Weldele
- The Long Haul von Antony Johnston und Eduardo Barreto
- Last Exit Before Toll von Neal Shaffer und Chris Mitten
- The Long Haul von Antony Johnston und Eduardo Barreto
- Lost At Sea von Bryan Lee O’Malley
- Maria's Wedding von Nunzio DeFilippis, Christina Weir und Jose Garibaldi
- Oddville von Jay Stephens
- One Bay Day von Steve Rolston
- One Plus One von Neal Shaffer und Daniel Krall
- Pounded von Brian Wood und Steve Rolston
- Scandalous von J. Torres und Scott Chantler
- Sharknife von Corey Lewis
- Spaghetti Western von Scott Morse
- Spooked von Antony Johnston und Ross Campbell
- Tales of Ordinary Madness von Malcolm Bourne und Mike Allred
- The Tomb von Nunzio DeFilippis, Christina Weir und Chris Mitten
- Union Station von Ande Parks und Eduardo Barreto
- Visitations von Scott Morse
- Volcanic Revolver von Scott Morse
- Wet Moon von Ross Campbell
- You have killed me von Jamie S. Rich und Joëlle Jones